# Моя мама (фільм, 2015)
«Моя мама» (італ. Mia Madre) — французько-італійський драматичний фільм, знятий Нанні Моретті. Світова прем'єра стрічки відбулась 16 травня 2015 року на Каннському міжнародному кінофестивалі, а в Україні — 16 липня 2015 року на Одеському міжнародному кінофестивалі. В український широкий прокат стрічка вийде 31 березня 2016 року. Фільм розповідає про жінку, яка через кризу в своєму житті згадує свою матір.

## У ролях
- Маргеріта Бай — Маргеріта
- Джон Туртурро — Баррі Гаггінс
- Джулія Лаццаріні — Ада
- Нанні Моретті — Джованні

## Визнання
| Нагороди та номінації фільму «Моя мама» | Нагороди та номінації фільму «Моя мама» | Нагороди та номінації фільму «Моя мама»    | Нагороди та номінації фільму «Моя мама» | Нагороди та номінації фільму «Моя мама» | Нагороди та номінації фільму «Моя мама» |
| Рік                                     | Кінопремія / Кінофестиваль              | Категорія / Нагорода                       | Номінант                                | Результат                               |                                         |
| --------------------------------------- | --------------------------------------- | ------------------------------------------ | --------------------------------------- | --------------------------------------- | --------------------------------------- |
| 2015                                    | Каннський кінофестиваль                 | «Золота пальмова гілка» за найкращий фільм | «Моя мама»                              | Номінація                               |                                         |
| 2015                                    | Каннський кінофестиваль                 | Приз екуменічного журі                     | «Моя мама»                              | Перемога                                |                                         |
| 2015                                    | Чиказький міжнародний кінофестиваль     | «Золотий Г'юго» за найкращий фільм         | «Моя мама»                              | Номінація                               |                                         |
| 2016                                    | Премія «Сезар»                          | Найкращий фільм іноземною мовою            | «Моя мама»                              | Номінація                               |                                         |